# Communauté de communes Bas Adour gersois
La communauté de communes Bas Adour gersois est une ancienne communauté de communes française, située dans le département du Gers. Elle est désormais rattachée à la Communauté de communes d'Aire-sur-l'Adour. 

## Historique
La communauté du Bas Adour Gersois a été intégrée le 1er janvier 2009 à la communauté de communes d'Aire-sur-l'Adour.

## Composition
Elle était composée des 5 communes suivantes :
1. Arblade-le-Bas
2. Barcelonne-du-Gers
3. Bernède
4. Gée-Rivière
5. Vergoignan

## Sources
- Le SPLAF (Site sur la Population et les Limites Administratives de la France)
- La base ASPIC